# Butterfly 3000
Butterfly 3000 è il diciottesimo album in studio del gruppo musicale australiano King Gizzard & the Lizard Wizard, pubblicato nel 2021.

## Tracce
1. Yours – 4:35
2. Shanghai – 4:01
3. Dreams – 4:04
4. Blue Morpho – 3:51
5. Interior People – 5:15
6. Catching Smoke – 6:28
7. 2.02 Killer Year – 3:19
8. Black Hot Soup – 5:12
9. Ya Love – 4:16
10. Butterfly 3000 – 2:51

## Formazione
- Stu Mackenzie – sintetizzatore (tutte le tracce), voce (1–4, 6–10), Mellotron (1–4, 7, 10), chitarra acustica (1, 2, 4, 6, 8, 9), basso (1–6, 8, 9), batteria (1, 4, 6, 9, 10), piano (2, 6), Wurlitzer (4), percussioni (6–8, 10)
- Michael Cavanagh – batteria (tutte)
- Cook Craig – sintetizzatore (2, 6, 8–10), chitarra elettrica (6, 8), percussioni (8), Mellotron (9), basso (9, 10)
- Ambrose Kenny-Smith – percussioni (tutte), voce (1, 2, 6–9), armonica (1), sassofono (4)
- Joey Walker – chitarra acustica (5, 6), chitarra elettrica (5, 6) voce (5, 6), sintetizzatore (5, 6), tastiera (5), archi (6)